# Regina Torné
Rosa Virgen del Pilar Martina Incháustegui Anaya (Villahermosa, Tabasco, 21 de julio de 1944), conocida como Regina Torné, es una actriz mexicana. 
Entre sus trabajos más destacados se encuentra su participación en películas como, Despedida de soltera (1966), Sólo de noche vienes (1965), El Rata (1966), El terrón de azúcar (1969), La señora Muerte (1969), Blue Demon y las invasoras (1969), Los hijos de Satanás (1972), Viento salvaje (1974), y Como agua para chocolate (1992).
Además de filmes, también ha participado en varias telenovelas, de las cuales destacan, Clarisa (1993), Retrato de familia (1995–1996), La loba (2010), Cielo rojo (2011), y Siempre tuya Acapulco (2014). Adicionalmente, en 1978 apareció en la serie El Chavo del 8, donde se distinguió como la tercera artista en interpretar al personaje de Gloria.

## Biografía y carrera

### 1944-1962: primeros años
Rosa Virgen del Pilar Martina Incháustegui Anaya nació el 21 de julio de 1944 en el Municipio de Centro, Villahermosa, Tabasco, siendo hija de Pedro Salvador Incháustegui Rueda, y Pilar Anaya, y teniendo una hermana mayor. A pesar de haber nacido en territorio mexicano, se crio en Estados Unidos, país al que sus padres la enviaron para que se preparara académicamente; no fue sino hasta que cumplió dieciocho años de edad que volvió a México, luego de ser becada para estudiar actuación teatral, contando ya con estudios universitarios y con el dominio de tres idiomas, inglés, francés e italiano.

### 1962-1969: inicios y estrellato
Su carrera artística comenzó en 1962 como cantante de jazz, género musical en el que se especializó hasta llegar a ser conocida como la primera cantante de jazz mexicana. En 1964, dejó de lado la música para representar a México durante un festival cinematográfico realizado en Acapulco, en el que utilizó por primera vez el nombre artístico de Regina Torné; ahí, fue descubierta por el productor de cine mexicano Gregorio Walerstein, quien le ofreció un contrato cinematográfico de exclusividad para realizar películas en un futuro. Un año después, en 1965, grabó Regina a Lara, un LP de boleros producido por el sello discográfico Polydor México, en el que interpretó canciones realizadas por el compositor y cantante Agustín Lara. El mismo año, realizó su debut como actriz durante las grabaciones de la cinta Despedida de soltera, producción que fue estrenada en 1966. De ahí en adelante, su carrera como actriz rápidamente despuntó gracias a títulos como Sólo de noche vienes (1966), El rata (1966), Jinetes de la llanura (1966), ¡Adiós cuñado! (1967), El asesino se embarca (1967), Dos pintores pintorescos (1967), Los canallas (1968), El cuarto chino (1968), grabada en inglés y exportada a Estados Unidos con el nombre The Chinese Room, El as de oros (1968), la producción estadounidense El terrón de azúcar (1969), Las luchadoras contra el robot asesino (1969), Mujeres de medianoche (1969), Blue Demon y las invasoras, también conocida como Blue Demon y las seductoras (1969), y La señora Muerte (1969).
En 1968, debutó por primera vez en televisión apareciendo en «Turnabout for Traitors», el episodio diecinueve de la tercera temporada de la serie de espionaje estadounidense I Spy. A la par de su filmografía, también destacó por aparecer en varias fotonovelas, como Fiesta, Capricho, Historias de mujeres, Historias de la vida, Nuestro amor, y 00-13, en la que personificó a una agente secreta.

### 1970-2016: trabajos en televisión y luchas personales
En los años setenta redujo su ritmo laboral, haciendo pocas apariciones como actriz, pero sobresaliendo por proyectos como Los hijos de Satanás de 1972, Viento salvaje de 1974, Tiempo y destiempo de 1976, Capulina chisme caliente de 1977, y la emisión de Televisa El Chavo del 8 en 1978, serie en la que se convirtió en la tercera mujer, después de Maribel Fernández en 1972, y Olivia Leyva en 1975, en interpretar durante cuatro episodios al personaje de Gloria, siendo su personificación una de las más recordadas del programa, lo que le valió el ser incluida en Street Chaves, un videojuego de lucha brasileño no oficial basado en El Chavo, que se derivó de la serie de videojuegos japonesa Street Fighter. El mencionado videojuego, creado por el desarrollador brasileño independiente CyberGamba, fue lanzado en 2003 para Microsoft Windows. Diecinueve años después, en 2022, un programador brasileño distinto realizó Street Chaves II, otra adaptación no oficial del juego para la videoconsola Sega Genesis, en el que el personaje de Torné como Gloria del Chavo, volvió a ser incluido.
En 1992, se estrenó Como agua para chocolate, una cinta basada en la novela homónima escrita por la mexicana Laura Esquivel Valdés, en la que interpretó a Mamá Elena de la Garza, personaje por el que ganó un Premio Ariel en la categoría a mejor actriz. El mismo año, debutó como directora con el cortometraje antidrogas, Tú puedes, si quieres. En 1993, intervino en la telenovela Clarisa dándole vida a Doña Beatriz de Bracho Sanabria, trabajo por el que en 1995, se le otorgó un Premio ACE a mejor actriz. Fue justo en este último año, y hasta 1996, en que se presentó en la telenovela Retrato de familia, su último trabajo para la empresa Televisa. En 1997, emigró a Televisión Azteca, en ese entonces una nueva empresa de medios que se había establecido en 1993 como rival principal de Televisa, la cual surgió después de la compra de Imevisión, un canal de televisión de propiedad del gobierno federal para el que Torné había trabajado en 1985, como presentadora de televisión del programa musical Cascaritas musicales, transmitido por el canal 7. Sus primeros trabajos con la antedicha empresa fueron las novelas Rivales por accidente y la La chacala. El 10 de junio de 2000, Virma González, una actriz mexicana que conoció mientras trabajaba para Televisa y que se convirtió en una intima amiga suya, falleció por cáncer de páncreas. Lo anterior significo un duro golpe emocional para Torné, no solo por la amistad que ambas compartían, sino porque también se cuenta que las dos habían mantenido una relación amorosa desde los años setenta.
El siglo veintiuno trajo consigo otro momento complicado para su vida, ya que el 24 de enero de 2006, Regina del Pilar Campos Incháustegui, su única hija procreada durante su breve matrimonio con un hombre llamado Carlos Campos, fue arrestada luego de asesinar en un crimen pasional a Maribel Monroy Flores, una joven madre de 26 años de edad. Dicho crimen se suscitó debido a que Pilar era amante de Edgar Rogelio Eslava Sánchez, esposo de Maribel; la hija de Torné había amenazado a esta última en distintas ocasiones con la finalidad de persuadirla a divorciarse de él. Como esto último nunca funcionó, Pilar, con ayuda de tres hombres contratados por ella, secuestro a Flores sacándola de su domicilio y llevándosela en una camioneta, donde fue golpeada y estrangulada; posteriormente, su cadáver fue arrojado y quemado en un camino de terracería ubicado en la delegación Magdalena Contreras, Ciudad de México. La escena fue reportada a la policía por transeúntes del lugar y al arribo de las autoridades, dos de los asesinos lograron escapar, mientras que Regina fue aprehendida junto a uno de sus ayudantes, un menor de edad llamado Jorge, que confesó el crimen y delató a Pilar. Tras esto, su hija fue procesada por secuestro y homicidio y fue condenada a 35 años de prisión, siendo trasladada al Reclusorio Femenil de Santa Martha Acatitla. Torné le mostró su apoyo moral, pero ratificó que no justificaba sus hechos y que debía cumplir su condena. En 2009, incursiono en el doblaje, prestando su voz para el personaje de Meztli / Diosa de la Luna, en la película animada Nikté, y también participó en El llanto de Helena, su última película.

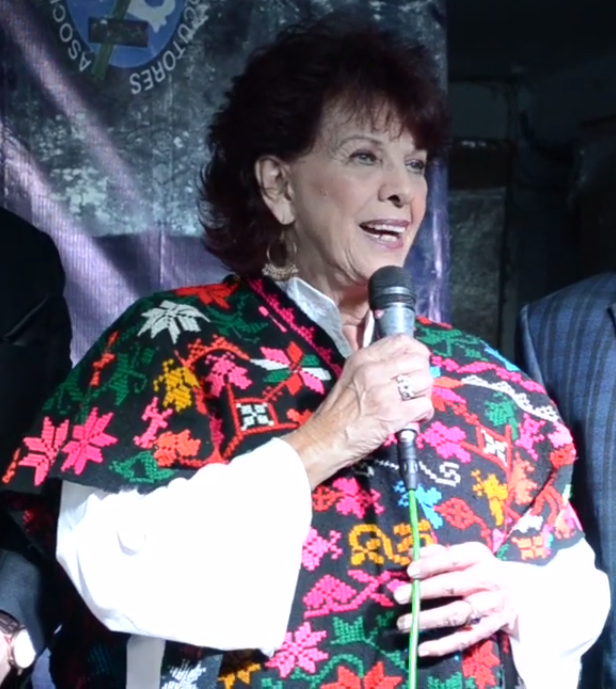
Fotografiada en 2018.

Empezando en 2010, tuvo un resurgimiento profesional después de aparecer como la antagónica principal e invitada en telenovelas como La loba, por la que en 2011, fue ganadora de un Premio Bravo en la categoría a mejor actriz antagónica, Cielo rojo de 2011 a 2012, y Siempre tuya Acapulco de 2014. Sus últimos trabajos filmográficos los hizo en 2014, 2015 y 2016 respectivamente, el primero fue el cortometraje Hasta Decir Corte, el segundo fue apareciendo como invitada en el programa Raquel y Daniel, y el tercero actuando en la «Herencia», el episodio veintinueve de la primera temporada de la serie antológica Un día cualquiera.

### 2016: retiro profesional
Poco tiempo después de su última participación activa en televisión, se retiró de la vida pública, abandonó Ciudad de México y emigró a Puebla, donde se asentó y estableció una academia de artes escénicas especializada en teatro de arte dramático. Este cambio de residencia marcó un distanciamiento definitivo entre ella y su hija, a quien solía visitar con frecuencia antes de mudarse a Puebla.

## Otros medios

### Videojuegos
| Año  | Título           | Notas                | Ref.          |
| ---- | ---------------- | -------------------- | ------------- |
| 2003 | Street Chaves    | Como Gloria (Glória) | [ 32 ] [ 33 ] |
| 2022 | Street Chaves II | Como Gloria (Glória) | [ 35 ]        |

## Discografía

### Álbumes
| Año  | Título        | Discográfica   |
| 1965 | Regina a Lara | Polydor México |

## Filmografía

### Cine
| Año  | Título                              | Papel                  | Notas                                             |
| ---- | ----------------------------------- | ---------------------- | ------------------------------------------------- |
| 1966 | Despedida de soltera                | Pilar                  |                                                   |
| 1966 | Nosotros los jóvenes                | Carmen, cantante       |                                                   |
| 1966 | Sólo de noche vienes                | Carmen                 |                                                   |
| 1966 | El temerario                        | Irene                  |                                                   |
| 1966 | El rata                             | Novia de El Rata       |                                                   |
| 1966 | Jinetes de la llanura               | Rosario                |                                                   |
| 1967 | ¡Adiós cuñado!                      | Desconocido            |                                                   |
| 1967 | Rocambole contra las mujeres arpías | Amanda Valdés          |                                                   |
| 1967 | Pistoleros de la frontera           | Desconocido            |                                                   |
| 1967 | El asesino se embarca               | Paula                  |                                                   |
| 1967 | Dos pintores pintorescos            | Diana                  |                                                   |
| 1968 | Los canallas                        | Cadena                 |                                                   |
| 1968 | Bajo el imperio del hampa           | Desconocido            |                                                   |
| 1968 | The Chinese Room                    | Sidonia Campos         |                                                   |
| 1968 | Los asesinos                        | Ángela Nelson          |                                                   |
| 1968 | El as de oros                       | Regina Arvide          |                                                   |
| 1969 | El terrón de azúcar                 | Queen Bee              | Acreditada como Regina Torne                      |
| 1969 | Las luchadoras vs el robot asesino  | Gaby                   |                                                   |
| 1969 | Pacto diabólico                     | DiNora Jekyll          |                                                   |
| 1969 | Las infieles                        | Desconocido            |                                                   |
| 1969 | El crepúsculo de un dios            | Desconocido            |                                                   |
| 1969 | Mujeres de medianoche               | Mabel                  |                                                   |
| 1969 | Blue Demon y las invasoras          | Narda                  | También conocida como Blue Demon y las seductoras |
| 1969 | La señora Muerte                    | Marlene                |                                                   |
| 1969 | Al fin a solas                      | Desconocido            |                                                   |
| 1972 | Los hijos de Satanás                | Yara                   |                                                   |
| 1974 | Viento salvaje                      | Verónica               |                                                   |
| 1976 | Tiempo y destiempo                  | Marina                 |                                                   |
| 1977 | Capulina Chisme Caliente            | Desconocido            |                                                   |
| 1992 | Como agua para chocolate            | Mamá Elena de la Garza |                                                   |
| 1992 | Tú puedes, si quieres               | Desconocido            | Cortometraje, directora                           |
| 1996 | Simple mortal                       | Desconocido            |                                                   |
| 2009 | El llanto de Helena                 | Isabel                 |                                                   |
| 2014 | Hasta Decir Corte                   | Voz de Susana          | Cortometraje                                      |

### Doblaje
| Año de trabajo | Título | Papel                      | Actriz doblada | Notas            |
| -------------- | ------ | -------------------------- | -------------- | ---------------- |
| 2009           | Nikté  | Metztli / Diosa de la luna | Ella misma     | Película animada |

### Televisión
| Año       | Título                       | Papel                                | Notas                                                         |
| --------- | ---------------------------- | ------------------------------------ | ------------------------------------------------------------- |
| 1968      | I spy                        | Elena                                | Temporada tres, episodio diecinueve: «Turnabout for Traitors» |
| 1978      | El Chavo del 8               | Gloria                               |                                                               |
| 1978      | Rosalía                      | Aurora                               |                                                               |
| 1985      | Cascaritas musicales         | Ella misma                           | Presentadora                                                  |
| 1988      | Cámara infraganti            | Desconocido                          |                                                               |
| 1993      | Clarisa                      | Doña Beatriz de Bracho Sanabria      |                                                               |
| 1994      | Agujetas de color de rosa    | Mercedes Bosch                       |                                                               |
| 1994      | Caminos cruzados             | Katy                                 |                                                               |
| 1995–1996 | Retrato de familia           | Miriam de Acuña                      |                                                               |
| 1997      | Rivales por accidente        | Carolina de Mauleón                  |                                                               |
| 1997      | La chacala                   | Consuelo Almada                      |                                                               |
| 1999      | Catalina y Sebastián         | Antonieta Escandón                   |                                                               |
| 2000      | El amor no es como lo pintan | Engracia Valdés de Galán             |                                                               |
| 2001      | Como en el cine              | Romualda                             |                                                               |
| 2001–2007 | Lo que callamos las mujeres  | Varios personajes                    |                                                               |
| 2002      | Por ti                       | Francisca Orozco                     |                                                               |
| 2004      | Belinda                      | Eloísa Fuenmayor                     |                                                               |
| 2005      | Amor en custodia             | Mercedes Bustamante de Achaval-Urien |                                                               |
| 2007      | La niñera                    | Miss Emilia                          |                                                               |
| 2010      | La loba                      | Prudencia Gutiérrez vda. de Alcázar  |                                                               |
| 2011–2012 | Cielo rojo                   | Loreto vda. de Encinas               |                                                               |
| 2014      | Siempre tuya Acapulco        | Enfermera Soraya Patiño              |                                                               |
| 2015      | Raquel y Daniel              | Ella misma                           | Invitada                                                      |
| 2016      | Un día cualquiera            | Fanny (de 60 años)                   | Ep. «La herencia»                                             |

## Premios

### Premios Ariel
| Año  | Categoría    | Película                 | Resultado |
| ---- | ------------ | ------------------------ | --------- |
| 1992 | Mejor actriz | Como agua para chocolate | Ganadora  |

### Premios ACE
| Año  | Categoría    | Telenovela | Resultado |
| ---- | ------------ | ---------- | --------- |
| 1995 | Mejor actriz | Clarisa    | Ganadora  |

### Premios Bravo
| Año  | Categoría               | Telenovela | Resultado |
| ---- | ----------------------- | ---------- | --------- |
| 2010 | Mejor actriz antagónica | La loba    | Ganadora  |

### Premiación a la mujer
| Año  | Categoría                  |
| ---- | -------------------------- |
| 2011 | Premio nacional a la mujer |

### TV Adicto Golden Awards
| Año  | Categoría     | Telenovela | Resultado |
| ---- | ------------- | ---------- | --------- |
| 2012 | Mejor villana | Cielo rojo | Ganadora  |